# Homoanarta peralta
Homoanarta peralta är en fjärilsart som beskrevs av Barnes 1907. Homoanarta peralta ingår i släktet Homoanarta och familjen nattflyn. Inga underarter finns listade i Catalogue of Life.